# ناصر المقلد
ناصر المقلد (ولد في 12 أغسطس 1982 في الكويت) هو لاعب رماية كويتي. فاز بميداليتين ذهبيتين في الرماية الفردية في دورة الألعاب الآسيوية 2006 في الدوحة، قطر، وفي دورة الألعاب الآسيوية 2010 في غوانجو، الصين.
في سن الحادية والعشرين، شارك المقلد رسميًا لأول مرة في الألعاب الأولمبية الصيفية 2004 في أثينا، حيث احتل المركز الرابع عشر من بين خمسة وثلاثين راميًا في الجولات التأهيلية لمسابقة الرماية على الأطباق (التراب) فردي للرجال برصيد 117 نقطة، متعادلًا في مركزه مع 5 رماة آخرين، بما في ذلك الألماني كارستن بيندريتش.
في الألعاب الأولمبية الصيفية 2008 في بكين، تنافس المقلد للمرة الثانية في منافسات الرماية على الأطباق فردي للرجال، حيث تمكن من إصابة 71 طبقاً في اليوم الأول، و44 في اليوم الثاني، بمجموع 115 نقطة، وانتهى في المركز الثامن عشر فقط.
توج المقلد بذهبية البطولة الآسيوية للرماية على الأطباق 2019 في ألماتي، كازاخستان، بعد إصابته 167 طبقاً، معادلاً بذلك الرقم القياسي العالمي.